# Guillame Tell et le clown
Guillame Tell et le clown (Guglielmo Tell e il clown) è un cortometraggio diretto da Georges Méliès (Star Film 159) della durata di circa 1 minuto in bianco e nero.
In questo film Méliès continua a usare il trucco dell'arresto della ripresa, per sostituire i personaggi veri a manichini e viceversa.

## Trama
Un clown monta i pezzi di un manichino, che si trasforma in Guglielmo Tell, il quale appena prende vita inizia a fare scherzi al clown, che ogni volta smonta un pezzo, ma poi lo rimette. Allora Tell scende dal piedistallo e schiaccia il clown (diventato nel frattempo un pupazzo) per uscire poi dalla porta.